# Copa Hopman 1995
La Copa Hopman 1995 corresponde a la 7.ª edición de dicho torneo de equipos nacionales de tenis compuestos por dos tenistas, una mujer y un hombre. Participan 12 equipos en total, representando a República Checa, Alemania, España, Estados Unidos, Ucrania, Francia, Sudáfrica, Austria, Argentina, Australia, Holanda y Suecia. 
La competencia comenzará el 31 de diciembre de 1994 en el Burswood Entertainment Complex de Perth, Australia.

## Final
| \| 1 \| \| Anke Huber \| 6 \| 3 \| 6 \| \| \| \| 1 \| \| Natalia Medvédeva \| 4 \| 6 \| 4 \| \| \| \| 2 \| \| Boris Becker \| 6 \| 6 \| 6 \| \| \| \| 2 \| \| Andrei Medvedev \| 3 \| 7 \| 3 \| \| \| \| 3 \| \| Anke Huber / Boris Becker \| \| \| \| no \| \| \| 3 \| \| Natalia Medvédeva / Andrei Medvedev \| \| \| \| disputado \| \| |                     |                                     |   |   |   |           |  |
| 1 | Bandera de Alemania | Anke Huber                          | 6 | 3 | 6 |           |  |
| 1 | Bandera de Ucrania  | Natalia Medvédeva                   | 4 | 6 | 4 |           |  |
| 2 | Bandera de Alemania | Boris Becker                        | 6 | 6 | 6 |           |  |
| 2 | Bandera de Ucrania  | Andrei Medvedev                     | 3 | 7 | 3 |           |  |
| 3 | Bandera de Alemania | Anke Huber / Boris Becker           |   |   |   | no        |  |
| 3 | Bandera de Ucrania  | Natalia Medvédeva / Andrei Medvedev |   |   |   | disputado |  |

| Predecesor: 1994 | Copa Hopman 1995 | Sucesor: 1996 |